# Copainalá (kommun)
Copainalá är en kommun i Mexiko.   Den ligger i delstaten Chiapas, i den sydöstra delen av landet, 700 km öster om huvudstaden Mexico City.
Följande samhällen finns i Copainalá:
- Copainalá
- Ángel Albino Corzo
- Miguel Hidalgo
- Campeche
- Julián Grajales
- Santa Catarina
- José María Morelos y Pavón
- Agustín de Iturbide
- Lázaro Cárdenas
- El Ciprés
- Chilpancingo
- Tuñajén
- General Sandino
- La Providencia
- Francisco Sarabia
- San Vicente
- Adolfo López Mateos
- Candelaria
- San José
- Centro de Readaptación Social 15
- División del Norte
- Santa Lucía
- Nuevo Vergel
- San José Motején
- La Guadalupana
- San Gerónimo
- El Baquetal